# ایگال یادین
ایگال یادین (عبری: יִגָּאֵל יָדִין؛ (سابقاً ایگال سوکینیک) ۲۰ مارس ۱۹۱۷ – ۲۸ ژوئن ۱۹۸۴) فرد نظامی اهل اسرائیل بود.
وی همچنین برندهٔ جوایزی همچون جایزه اسرائیل شده‌است.
فوق لیسانس، دکترای نظامی و باستان‌شناسی اسراییلی، تولد ۲۱ مارس ۱۹۱۷ در بیت‌المقدس، تحصیلات دانشگاه عبری بیت‌المقدس.
رئیس شاخه فرماندهی کل قرارگاه مرکزی هاگانا ۴۷، فرمانده عملیات ستاد فرماندهی ارتش اسراییل ۴۸، رئیس فرماندهی کل ارتش اسراییل ۴۹، رئیس ستاد ارتش ۴۹–۵۲، عضویت پژوهشی باستان‌شناسی دانشگاه عبری بیت‌المقدس ۵۳–۵۴، مدرس باستان‌شناسی ۵۵–۵۹، دانشیار دانشگاه ۵۹–۶۳، استاد ۶۳-، مدیرعملیات حفاری در منطقه «هیزر» ۵۵–۵۸ و ۶۹، مدیرعملیات حفاری در «بارکوچبا» ۶۰–۶۱، در «میگدو» ۶۰ و ۶۶–۶۷ و ۷۰–۷۸، شرکت در جنگ چهارم اعراب و اسراییل اکتبر ۷۳، پایه‌گذاری و فعالیت در «جنبش دموکراتیک» ۷۸-، معاون نخست‌وزیر (پس از کسب ۱۵ کرسی در کنست)، اکتبر ۷۷–۸۱ و نیز رئیس کمیسیون دولتی امور اجتماعی، عضویت آکا. علوم تجربی و انسانی اسراییل، عضویت پیوسته آکادمی‌های انگلستان و فرانسه، کناره‌گیری از سیاست، فوت بر اثر سکته قلبی ۱۹۸۴.

## آثار
طومار جنگ فرزندان روشنایی علیه فرزندان تاریکی ۵۵، پیام طومارها ۵۷، هیزرا: اولین مرحله حفاری، هیزر ۲: دومین مرحله، هیزر ۳–۴: سومین مرحله، سِفر پیدایش (با همکاری ن. آویگاد) ۵۶، جنگ در سرزمین انجیلی (مقدس) ۶۳، کشفیات در حفاری صحرای یهود ۶۳، مسادا: اولین مرحله حفاری ۶۵، کتیبه بن -سیره از مسادا ۶۵، مسادا: دژ هرود و پایگاه آخرین هواخواهان ۶۶. بار-کوچبا۷۱، هیزر ۷۲، هیزر ۷۵، کتیبه‌های معبد ۷۷.